# Бутц, Герхард
Герхард Бутц (иначе Герхард Буц, нем. Gerhard Buhtz; 24 февраля 1896 Шёнебек (Эльба) — 26 июня 1944 около Минска) — профессор университета Бреслау, видный судебно-медицинский эксперт, директор Института судебной медицины и криминалистики Бреслауского университета. Во время Второй мировой войны — глава судебно-медицинской лаборатории группы армий «Центр» в звании капитана , глава «Специальной команды ОКВ по расследованию большевистских зверств и действий, нарушающих международное право» 
В 1943 году — председатель немецкой комиссии по расследованию Катынского расстрела. Впоследствии был убит немцами . По другой версии, погиб в июне 1944 при эвакуации Минска под бомбежкой
; о причине его смерти существуют различные мнения.

## Карьера
Герхард Бутц родился в семье учителя Эрнста Бутца. В 1914 году закончил гимназию в Бранденбурге-на-Хафеле и поступил в университет, но затем добровольцем пошел на фронт. Первую мировую войну закончил офицером-инструктором. После войны поступил в Грайфсвальдский университет., который закончил в 1923 году, получив докторскую степень за диссертацию по неврозам от несчастных случаев и их оценке в системе социального страхования Германии. После прохождения медицинской интернатуры и специальной подготовки в 1926 году стал специалистом по психиатрии и был учеником судебного врача Вилли Форкастнера в Грайфсвальде, затем у Мартина Ниппе в Кенигсберг. 1 ноября 1928 года Бухтц стал помощником австрийца Вальтера Шварцахера, директора Института судебной медицины в Гейдельберге. 14 ноября 1931 г. он прошел  хабилитацию (тема работы "Следы металла в пулевых ранениях") и стал приват-доцентом..
Член СС с апреля 1933 года и НСДАП с 1 мая 1933 г. В СС служил в 32-м штандарте СС «Баден» в Гейдельберге и дослужился до чина штандартенфюрера. Был членом ассоциации национал-социалистических лекторов.
Бухтц получил должность преподавателя в Гейдельберге 29 января 1934 года, но уже 1 апреля 1935 года он отправился в Йену, где сменил Эрнста Гизе на посту «персонального профессора и директора Института судебной медицины». Бутц был также начальником отделения службы безопасности рейхсфюрера СС (СД) в Йене. Одновременно он был там деканом медицинского факультета 
Во время его пребывания в Гейдельберге его позже называли «фанатичным представителем партии [НСДАП] в университете» и «одним из самых ярых защитников национал-социализма в Гейдельбергском университете».

## «Дело об отрезанной голове эсэсовца»
В Йене Бутц выписывал медицинские свидетельства о смерти заключенных концлагеря Бухенвальд, убитых «при попытке к бегству», и производил вскрытия умерших заключенных. 14 мая 1938 года Бутц в Бухенвальде произвел вскрытие 22-летнего роттенфюрера СС Альберта Каллвайта, которого убили ударом по голове двое заключенных при бегстве. Для дальнейших исследований, он отделил голову от тела и увез с собой в Йену. Это вызвало скандал в ССовских кругах и дошло до рейхсфюрера СС Гиммлера, который пришел в ярость. В результате Бутц был вынужден уволиться из Йены и перевестись в Бреслауский университет, а из Берлина в Йену было направлено распоряжение с требованием «почтительно» обходиться с телами умерших эсэсовцев.

## Советско-германская война
С началом советско-германской войны, Бутц был назначен судебным хирургом-консультантом VI армии (конец августа 1941 г.). Армия входила в состав группы армий «Центр». Там он должен был помочь раскрывать зверства большевиков в странах Балтии. Одновременно работал старшим врачом в медсанчасти. В начале марта 1943 года был назначен главой комиссии по расследованию массового убийства польских пленных в Катыни.

## Комиссия Бутца и её выводы
О начале деятельности комиссии Бутц писал следующее: 
«1 марта 1943 года я получил для ознакомления рапорт тайной полевой полиции от 28 февраля 1943 г. об обнаружении массовых могил польских офицеров, расстрелянных органами НКВД в Катынском лесу в 1940 году. В результате пробных эксгумаций, проведенных при участии тайной полевой полиции, я убедился в достоверности собранных показаний очевидцев, жителей окрестных деревень. Еще не оттаявшая земля не позволяла сразу приступить к массовому извлечению и исследованию трупов. Только 29 марта была начата массовая эксгумация»

В середине апреля к комиссии присоединились польские эксперты во главе с профессором Водзинским, связанным с польском Сопротивлением («Техническая комиссия Польского Красного Креста)».
Комиссия Бутца проводила работы в Катынском лесу до 3 июня 1943 года.
Как отмечается в итоговом отчете Бутца, комиссия эксгумировала 4143 трупа, из которых идентифицировала 2815 (67,9 %), включая 2 бригадных генералов, 2250 офицеров разных званий, 156 врачей и ветеринаров, 406 неустановленных чинов, прапорщиков и рядовых, одного военного священника. Все они были убиты выстрелом в затылок, произведенным в упор из пистолета калибра 7,65. Согласно выводам комиссии, у значительного числа жертв руки были связаны за спиной, причем можно было считать, что «ряд приемов определенно указывает на стремление доставить жертве лишние мучения». В ряде случаев были констатированы ранения четырехгранным советским штыком, которым, как полагала комиссия, жертв подгоняли к месту казни. Обнаруженный во многих случаях перелом нижней челюсти (кулаком или прикладом винтовки) доказывал, с точки зрения комиссии, истязания жертв. Далее комиссия констатировала:

12. Следственными материалами (в том числе — документами) и показаниями свидетелей (русских — жителей окрестных деревень) установлено, что трупы пролежали в данном месте 3 года. Обнаруженные при вскрытии патолого-анатомические изменения, равно как и другие итоги следствия, полностью подтверждают этот вывод. 
13. Умерщвление, а затем захоронение трупов происходило в прохладное время года, когда не было еще насекомых. Найденные на трупах документы, письма, записки и газеты указывают на то, что офицеры были убиты в марте, апреле и мае 1940 года.

## Реакция советской стороны
Данные выводы и свидетельские показания опровергались советской стороной (комиссия Бурденко). Опровержения были напечатаны в газете «Правда» от 26 января 1944 года. Выводы комиссии Бурденко в основном повторяли (иногда дословно) материалы предшествовавшей ей комиссии НКВД-НКГБ (были опубликованы в Военно-историческом журнале в ноябре 1990 года.)
До начала эпохи гласности немецкие обвинения советской стороной не обсуждались и считались геббельсовской фальшивкой. Заявлением ТАСС от 13 апреля 1990 г. СССР официально признал свою ответственность за расстрел в Катыни. Тогда же Главная военная прокуратура СССР возбудила расследование, законченное в 2004 году и однозначно признавшее виновником расстрелов НКВД. С другой стороны, виновным может признать только суд, но суда по материалам расследования ГВП не проводилось, следовательно, советская сторона виновной по решению суда не значится. Подробнее см.: Катынский расстрел

## Публикация материалов комиссии Г.Бутца
Материалы комиссии были опубликованы в 1943 году под заголовком: «Официальные материалы по массовому убийству в Катыни» (нем. «Amtliches Material zum Massenmord von Katyn» (Berlin, 1943)
Сокращенное изложение заключительного отчета Г.Бутца по-русски приведено здесь
Иллюстрации (фотографии) из этого издания можно найти здесь(стр. 99-113) и здесь (стр. 274—331)

## Отзывы и характеристики
Профессор Виленского университета и наиболее авторитетный в Польше специалист по судебной медицине доктор Сингалевич следующим образом характеризовал Бутца (в передаче Юзефа Мацкевича):

Во-первых, в этой области он ученый европейского масштаба, а во-вторых, человек безусловно порядочный, который ни в коем случае не поставит своей подписи под фальшивой экспертизой